# Oak Grove Heights
Oak Grove Heights is een plaats (town) in de Amerikaanse staat Arkansas, en valt bestuurlijk gezien onder Greene County.

## Demografie
Bij de volkstelling in 2000 werd het aantal inwoners vastgesteld op 727.
In 2006 is het aantal inwoners door het United States Census Bureau geschat op 787, een stijging van 60 (8,3%).

## Geografie
Volgens het United States Census Bureau beslaat de plaats een oppervlakte van
7,9 km², geheel bestaande uit land. Oak Grove Heights ligt op ongeveer 429 m boven zeeniveau.

## Plaatsen in de nabije omgeving
De onderstaande figuur toont nabijgelegen plaatsen in een straal van 24 km rond Oak Grove Heights.